# Ja'akov Ne'eman
Ja'akov Ne'eman (hebrejsky: יעקב נאמן, * 16. září 1939, Tel Aviv – 1. ledna 2017) byl izraelský právník a izraelský ministr spravedlnosti ve vládách Benjamina Netanjahua.

## Biografie
Ne'eman se narodil v Tel Avivu během mandátního období. Vystudoval právo na Hebrejské univerzitě v Jeruzalémě, kde v roce 1964 získal titul LL.B. (bakalář práv) O rok později získal titul LL.M (magistr práv) na New York University a v roce 1968 získal titul LL.D. (doktor práv).
Po ukončení studií se vrátil do Izraele, kde založil právní kancelář Herzog, Fox & Ne'eman. Předsedal či byl členem četných národních a mezinárodních komisí, včetně výkonné komise Bar-Ilanovy univerzity, dále pak veřejné komise jmenované předsedou Knesetu za účelem určení platů a dalších výdajů vládních představitelů, veřejné komise jmenované vládou za účelem navržení ústavy, veřejné komise jmenované za účelem privatizace společnosti El Al a byl rovněž i členem rady guvernérů Izraelské banky a mnoha dalších.
V roce 1979 byl jmenován generálním ředitelem na ministerstvu financí a tento post zastával tři roky. V roce 1996 byl tehdejším premiérem Netanjahuem jmenován do vlády, přestože nebyl členem Knesetu. Nejprve byl jmenován ministrem spravedlnosti a v červenci 1997 nahradil Netanjahua na postu ministra financí. Členem vlády byl až do voleb v roce 1999, které Netanjahuův Likud prohrál.
Koncem března 2009 byl jmenován ministrem spravedlnosti ve druhé Netanjahuově vládě, kde působil do března 2013, kdy jej ve funkci nahradila Cipi Livniová.
Žil v Jeruzalémě ve čtvrti Talbija.